# ガクエン情報部H.I.P.
『ガクエン情報部H.I.P.』（ガクエンじょうほうぶヒップ）は、富沢順による日本の漫画。『週刊少年ジャンプ』（集英社）において、1984年44号から1985年22号まで連載された。

## 内容
学園内のトラブルを解決する活動をしている便利屋グループ「High school  Intelligence  of  Party」略して「H.I.P.」。グループのトレードマークはハートを逆さまにした形から転じた「桃」。メンバーは連続落第生の早乙女十三をリーダーに、可愛らしい元スケバン総長の一之瀬遊子、柔道部員の山下大器の3人で全員非常識。そこへ九州から転校してきたばかりの泊桃太がメンバーに加えられてしまった。
富沢が得意とする時事ネタを、学園内で起こったトラブルとしてアレンジ。そのトラブルを解決する様を描いたコメディ漫画。

## 登場人物
泊 桃太（とまり ももた）
九州から転校してきた高校一年生。憧れの東京での生活に夢を膨らませていたが、転入早々トラブルに巻き込まれた挙句、「H.I.P」のメンバーにされてしまう。九州でのびのびと健康的に育ち、容姿も学力も取り立てて目立つわけでもない平凡な少年。正義感は強いが、ちょっと頼りない感じのするお人好し。いつもメンバーに振り回されて、世話を焼く損な役回りになっているが悪い気はしていない。遊子に淡い好意を持ち始めている。
早乙女 十三（さおとめ じゅうぞう）
「H.I.P」のリーダー。二十歳をゆうに越えている連続落第生。桃太と同じクラス。学ラン姿にオールバックの髪型で葉巻をふかしバンカラを気取っているが、性格は一言で言えば非常識の集大成。世話好きを通り越して、度の過ぎたお節介。「青春の真実」を座右の銘としている。
最初の高校一年生のときに同級生の少女に片思いの恋をした。その少女は早乙女ではない少年に恋をしており、身に着けてもらえるようマフラーを編んだ。ハートの模様を編み込んだつもりだったが、首にかけた時に模様が逆さまになって桃のような、尻のような態になってしまい「格好悪い」と返されてしまう。傷心にくれる少女からそのマフラーを早乙女が貰い受け、以後、その逆さのハートマークを自分のトレードマークとしている。困っている人、傷ついている人に手を差し伸べる「H.I.P」のマークの原点である。将来の夢を叶えるために留学を決めた少女（後にその少女は英語教師として赴任してくる）の帰りを待つために、早乙女は敢えて落第をし続けているというが、実際は勉強が不得手のために進級できない模様。しかし、5年間におよぶ「H.I.P」活動で200万円という資金を貯めるなど無能という訳ではない。
一之瀬 遊子（いちのせ ゆうこ）
高校一年生。キュートな顔立ちに小柄ながら均整の取れたスタイルで人目を引く美少女。いつもロリポップを舐めている。明るく染めた髪をワンサイドアップにして、制服を着崩し、チープでカラフルなアクセサリーを身につけている。ローラースケートを履いていることもある。変装の名人であり、一人称が「オレ」という男勝りな性格でもある。
以前は愛用のシャープペンシルを武器に喧嘩に明け暮れ、「シャーペンの遊子」と恐れられていた元スケバンの総長。ある時、早乙女と対峙したが、あまりの強い個性に毒気を抜かれてしまった。必死に不良を気取るのが愚かしくなり、肩肘張らずに自然体のままで良いという早乙女の誘いに乗って「H.I.P」に加入した。しかし、過去の噂は学園中に知れ渡っており、遊子と親しくする者はメンバー以外、ほとんどいない。
実家は屋敷と言っても過言ではない大きな洋館。何不自由なく生活出来る環境であるが、遊子は家を出て「H.I.P」の面々と共同生活を送っている。
父・一之瀬 岩石（いちのせ がんせき）は「全日本良い子を育てる会」の会長を務める人物であるが、やり方は体面重視で権威主義。遊子はそれを嫌って反抗しスケバンになった経緯がある。
山下 大器（やました たいき）
柔道の選手としてかなりの成績を収めていたが、やはり早乙女に感化され「H.I.P」のメンバー参加。現在は柔道部と掛け持ちしている。口数は少ない。大きな体、やや垢抜けない顔立ちをしている。活躍する場面は少ない。

## テレビドラマ
原作の連載終了から2年後の1987年に『月曜ドラマランド』（フジテレビ系列）枠でテレビドラマ化された。主演は森高千里、中村繁之。
基本設定は原作と変わりないが、部屋が秘密基地めいた雰囲気になっていることや、移動手段がオートバイになっているなどのアレンジが加えられている。
放送されたのは1987年9月21日だが、翌週の10月5日放送『意地悪ばあさんスペシャル』を以て『月曜ドラマランド』のドラマ枠としては最後となるため、本作が新作ドラマとしては事実上最後の作品となった。

### キャスト
- 泊桃太 - 中村繁之
- 一之瀬遊子 - 森高千里
- 早乙女十三 - 高田純次
- 山下大器 - 上野隆彦
- 大塚真美
- 水島裕子
- 森田恵子
- 玉木弓子
- 米沢弘恵
- 家富洋二
- しのざき美知
- 中川広江
- 豊田記代
- 天田麗文
- 大久保了
- 立花大介
- 斉藤和美
- 坂本博道

### スタッフ
- 原作：富沢順
- 脚本：高屋敷英夫
- オープニングテーマ：スウィンギング・ブルー・ジーンズ「ヒッピー・ヒッピー・シェイク」
- 企画：岡正、宅間秋史
- プロデューサー：三宅川敬輔
- 演出：高野正雄
- 制作協力：東通
- 制作：KANOX、フジテレビ